# Romain Febvre
Romain Febvre (Épinal, 31 dicembre 1991) è un pilota motociclistico francese, campione del mondo MXGP nella stagione 2015.

## Carriera

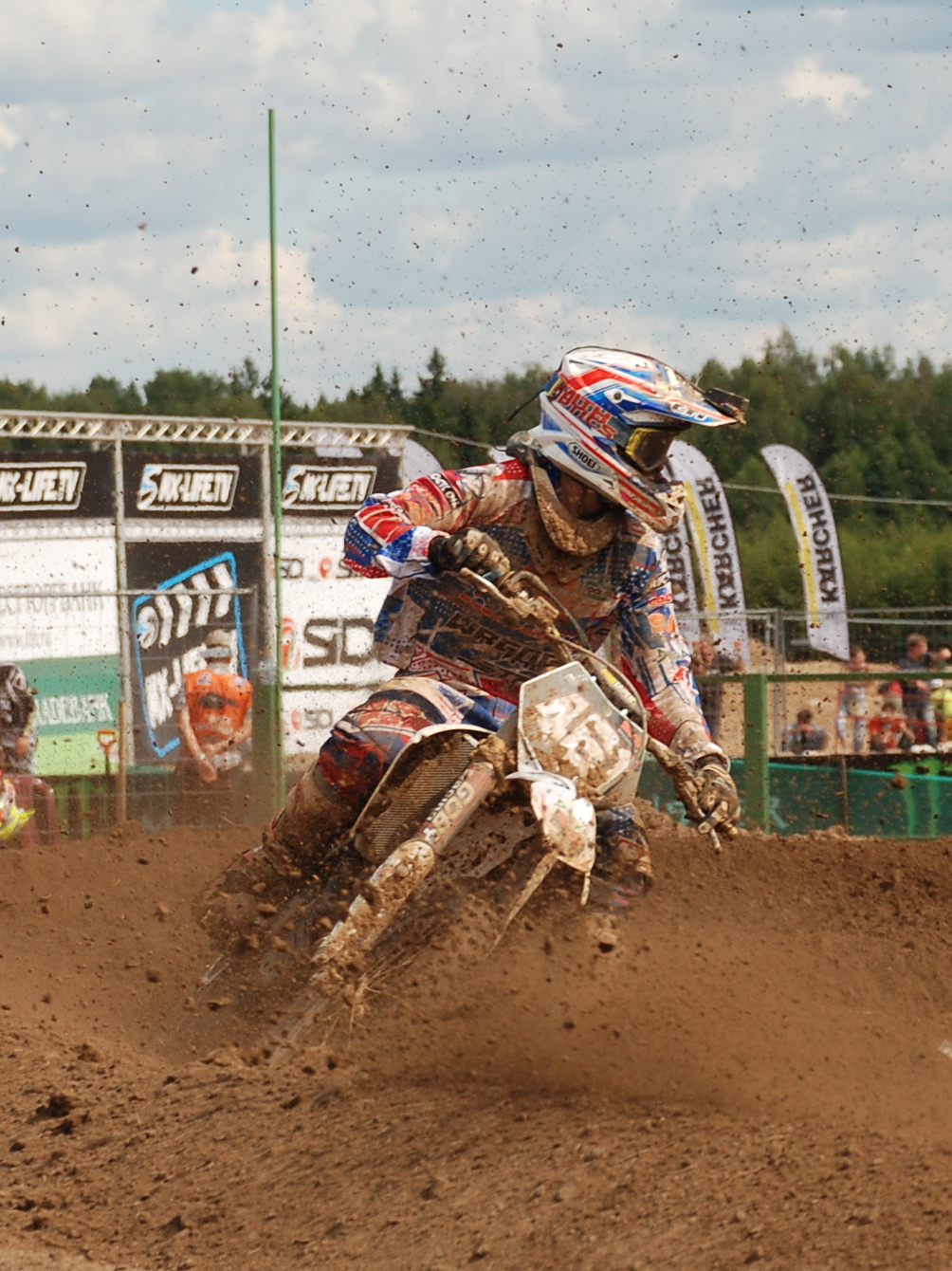
Febvre in pista al Gran Premio di Russia nel 2012.

### Gli inizi: titolo nazionale ed europeo
All'inizio della sua carriera gareggia sia in motocross che in supermotard, vincendo il campionato nazionale francese Supermoto classe 125cc. Nel 2011, in sella ad una KTM del team Wagner Meca conquista il titolo europeo EMX250.

### Mondiale Motocross
Nel 2012 passa nella classe MX2 a bordo della KTM Bodo Schmidt ottenendo la tredicesima posizione finale. Nel 2013 passa al tema Wilwo Nestaan sempre su KTM, conclude al 12º posto in classifica. Ottiene come miglior risultato in MX2 un terzo posto nel campionato 2014 alla guida di un Husqvarna sempre per il team Wilvo Nestaan. Nel 2015 viene ingaggiato dal team Yamaha racing team guidato dal campione del mondo 1984 Michele Rinaldi. Febvre al debutto nella classe regina ha conquistato il titolo con otto Gran Premi vinti. Conclude al sesto posto la stagione 2016 e al quarto quella del 2017. Nella stagione 2020 passa alla Kawasaki, inoltre lascia il suo storico numero 461 per passare al 3. Dopo un leggero calo di prestazioni alla fine degli anni dieci, torna competitivo chiudendo da vice-campione mondiale le annate 2021 e 2023.

### Motocross delle nazioni
Febvre è stato anche membro del team vincitore del Motocross delle nazioni 2015 insieme ai compagni Gautier Paulin e Marvin Musquin. Successo al nazioni che replica anche nel 2016 insieme al solito Paulin ed il pilota Yamaha MX2 Paturel e nel 2017 sempre da Paulin e direttamente dal mondiale enduro Christophe Charlier. Contribuisce anche alla vittoria dell'edizione 2023.